# Liste der Bodendenkmale in Walsrode, Ortsteile K–W
In der Liste der Bodendenkmale in Walsrode sind alle Bodendenkmale der niedersächsischen Gemeinde Walsrode aufgelistet. Die Quelle ist der Denkmalatlas Niedersachsen. 
Der Stand der Liste ist der 15. November 2024.
In dieser Liste sind alle Bodendenkmale der Gemeinden Kirchboitzen, Klein Eilstorf, Krelingen, Kroge, Nordkampen, Sieverdingen, Stellichte, Südkampen, Uetzingen, Vethem, Walsrode und Westenholz aufgeführt. 

Für die anderen Ortsteile siehe Liste der Bodendenkmale in Walsrode, Ortsteile A–J
Allgemein

Walsrode im Heidekreis

In den Spalten finden sich folgende Informationen des Bodendenkmales:
Lagegeographische Koordinaten
BezeichnungBezeichnung lt. Denkmalatlas
BeschreibungBeschreibung lt. Denkmalatlas
IDObjekt-ID
BildBild, ggf. zusätzlich mit Link zu weiteren Fotos im Medienarchiv Wikimedia Commons.

## Kirchboitzen

### Kirchboitzen 2
- ID:34824799
- Gruppe von ehemals sechs Grabhügeln, davon zwei zerstört.

| Lage                       | Bezeichnung    | Beschreibung | ID       | Bild |
| -------------------------- | -------------- | --- | -------- | ---- |
| 52° 51′ 6″ N, 9° 30′ 11″ O | Kirchboitzen 2 | Durchmesser ca. 11 m und Höhe ca. 0,4 m, im Westen schwach abgesetzt, im Osten an Acker grenzend. | 34823497 | BW   |
| 52° 51′ 6″ N, 9° 30′ 10″ O | Kirchboitzen 3 | Durchmesser ca. 8 m und Höhe ca. 0,2 m. | 34823498 | BW   |
| 52° 51′ 5″ N, 9° 30′ 9″ O  | Kirchboitzen 4 | Durchmesser ca. 14 m und Höhe ca. 0,5 m, ehemals annähernd rund. Durch größere Abtragung im südöstlichen und kleinere Abtragungen im nördlichen Randbereich ein gestörtes Gesamtbild. Einkuhlungen und Tierbaue. | 34823499 | BW   |
| 52° 51′ 4″ N, 9° 30′ 7″ O  | Kirchboitzen 5 | Es wurde ca. 1,5 m des Südwestrandes durch landwirtschaftliche Nutzung abgetragen. Nordwestteil durch Erdabtragung zerstört. Rand schwach abgesetzt. Fläche 6 × 12 m und Höhe 0,5 m.                             | 34823563 | BW   |

## Klein Eilstorf
| Lage                        | Bezeichnung                    | Beschreibung | ID       | Bild |
| --------------------------- | ------------------------------ | --- | -------- | ---- |
| 52° 48′ 36″ N, 9° 27′ 37″ O | Klein Eilstorf 1, Megalithgrab | Besteht aus länglichem Erdwall von ca. 45 m Länge und 8 m Breite in Richtung Ost-West, Höhe ca. 0,6 m. Im Erdwall, auf der nördlichen Längsseite etwa in der Mitte, offenbar noch 9 Findlinge bzw. größere Steine in einer Reihe (in situ). Ferner, etwa 10 m vom Westende entfernt und etwa in der Erdwallmitte, ist quer zur Ausrichtung des Hügels ein Schlussstein erkennbar. | 34823901 | BW   |
| 52° 48′ 52″ N, 9° 29′ 42″ O | Klein Eilstorf 6, Grabhügel    | Durchmesser ca. 12 m und Höhe ca. 0,7 m, unregelmäßige Form und durch Tierbaue zerwühlte Oberfläche. Rand deutlich abgesetzt. | 34824003 | BW   |

## Krelingen
| Lage                        | Bezeichnung                 | Beschreibung | ID       | Bild           |
| --------------------------- | --------------------------- | --- | -------- | -------------- |
| 52° 47′ 34″ N, 9° 40′ 34″ O | Krelingen 7, Grabhügel      | Durchmesser ca. 15 m und Höhe ca. 1,2 m. Rund. | 34824076 | BW             |
| 52° 47′ 36″ N, 9° 40′ 32″ O | Krelingen 8, Grabhügel      | Durchmesser ca. 15 m und Höhe ca. 1 m. Rand abgesetzt. | 34824114 | BW             |
| 52° 46′ 38″ N, 9° 39′ 15″ O | Krelingen 11, Grabhügel     | Durchmesser ca. 18 m und Höhe ca. 1 m. Über Nordhälfte alte Wegespur von West nach Ost. | 34824191 | BW             |
| 52° 48′ 20″ N, 9° 40′ 15″ O | Krelingen 52, Großsteingrab | 6-jochige Kammer mit Eingang in der Mitte der Südseite. Sie lag in einem rechteckigen Erdhügel, der von einer Findlingsmauer eingefasst war. Ursprüngliche Bestattungen schon in vorgeschichtlicher Zeit ausgeräumt. | 34825116 | Weitere Bilder |
| 52° 48′ 54″ N, 9° 40′ 8″ O  | Krelingen 62, Grabhügel     | Durchmesser ca. 14 m und Höhe ca. 0,6 m. Im Nordteil Gemarkungsgrenze. | 34825268 | BW             |
| 52° 48′ 44″ N, 9° 39′ 58″ O | Krelingen 63, Grabhügel     | | 34825403 | BW             |
| 52° 48′ 33″ N, 9° 39′ 42″ O | Krelingen 67, Grabhügel     | Durchmesser ca. 10 m und Höhe ca. 0,6 m. | 34825451 | BW             |

### Krelingen 17
- ID:34821116
- Gruppe von ehemals 17 Grabhügeln, davon sechs zerstört.

| Lage                        | Bezeichnung  | Beschreibung | ID       | Bild |
| --------------------------- | ------------ | --- | -------- | ---- |
| 52° 47′ 40″ N, 9° 39′ 54″ O | Krelingen 17 | Durchmesser ca. 14 m und Höhe ca. 1 m, Rand schwach abgesetzt. Am Südrand kleines Grabungsloch.                                | 34824235 | BW   |
| 52° 47′ 44″ N, 9° 39′ 57″ O | Krelingen 18 | Durchmesser ca. 13 m und Höhe ca. 0,6 m, mit Pflanzfurchen. Alte Wegespuren von Nord nach Süd.                                 | 34824295 | BW   |
| 52° 47′ 49″ N, 9° 39′ 39″ O | Krelingen 21 | Durchmesser ca. 11 m und Höhe ca. 0,6 m, Pflanzfurchen.                                                                        | 34824297 | BW   |
| 52° 47′ 52″ N, 9° 39′ 56″ O | Krelingen 26 | Durchmesser ca. 12 m und Höhe ca. 1 m, annähernd rund. Nord-Süd gerichteter Rodungswall.                                       | 34824410 | BW   |
| 52° 47′ 52″ N, 9° 39′ 59″ O | Krelingen 27 | Durchmesser ca. 10 m und Höhe ca. 0,8 m, Rand abgesetzt. Pflanzfurchen von Ost nach West.                                      | 34824523 | BW   |
| 52° 47′ 51″ N, 9° 40′ 0″ O  | Krelingen 28 | Durchmesser ca. 16 m und Höhe ca. 1 m, rund. Im Zentrum eine alte Eingrabung. Pflanzfurchen von Ost nach West. Rand abgesetzt. | 34824525 | BW   |
| 52° 47′ 51″ N, 9° 39′ 58″ O | Krelingen 29 | Durchmesser ca. 11 m und Höhe ca. 0,9 m, rund.                                                                                 | 34824567 | BW   |
| 52° 47′ 50″ N, 9° 39′ 59″ O | Krelingen 30 | Durchmesser ca. 14 m und Höhe ca. 1,2 m.                                                                                       | 34824524 | BW   |
| 52° 47′ 50″ N, 9° 40′ 1″ O  | Krelingen 31 | Durchmesser ca. 10 m und Höhe ca. 0,5 m.                                                                                       | 34824568 | BW   |
| 52° 47′ 50″ N, 9° 40′ 7″ O  | Krelingen 33 | Durchmesser ca. 16 m und Höhe ca. 0,8 m. Rand abgesetzt.                                                                       | 34824633 | BW   |
| 52° 47′ 53″ N, 9° 40′ 11″ O | Krelingen 34 | Durchmesser ca. 19 m und Höhe ca. 1,1 m. Nördlichre Randbereich im Acker vollständig abgetragen.                               | 34824720 | BW   |

### Krelingen 37
- ID:34821268
- Gruppe von 14 erhaltenen, teilweise verschliffenen Grabhügeln.

| Lage                        | Bezeichnung  | Beschreibung | ID       | Bild |
| --------------------------- | ------------ | --- | -------- | ---- |
| 52° 48′ 12″ N, 9° 40′ 19″ O | Krelingen 37 | Durchmesser ca. 10 m und Höhe ca. 0,5 m, rund. Einkuhlungen, besonders im zentralen Bereich.                                                   | 34820636 | BW   |
| 52° 48′ 12″ N, 9° 40′ 20″ O | Krelingen 38 | Fläche 13 × 19 m und Höhe 1 m, einige Einsenkungen.                                                                                            | 34820637 | BW   |
| 52° 48′ 12″ N, 9° 40′ 22″ O | Krelingen 39 | Durchmesser ca. 15 m und Höhe ca. 1 m, annähernd rund.                                                                                         | 34820678 | BW   |
| 52° 48′ 12″ N, 9° 40′ 24″ O | Krelingen 40 | Durchmesser ca. 12 m und Höhe ca. 0,7 m, annähernd rund mit Einkuhlungen.                                                                      | 34820680 | BW   |
| 52° 48′ 13″ N, 9° 40′ 30″ O | Krelingen 42 | Durchmesser ca. 10 m und Höhe ca. 0,5 m, annähernd rund.                                                                                       | 34820589 | BW   |
| 52° 48′ 14″ N, 9° 40′ 29″ O | Krelingen 43 | Durchmesser ca. 15 m und Höhe ca. 0,8 m, annähernd rund, überpflügt, Ränder fließend auslaufend.                                               | 34820786 | BW   |
| 52° 48′ 16″ N, 9° 40′ 31″ O | Krelingen 44 | Durchmesser ca. 7 m und Höhe ca. 0,4 m, annähernd rund.                                                                                        | 34820856 | BW   |
| 52° 48′ 16″ N, 9° 40′ 33″ O | Krelingen 45 | Durchmesser ca. 9 m und Höhe ca. 0,5 m, rund, ebenmäßig gewölbt.                                                                               | 34820857 | BW   |
| 52° 48′ 14″ N, 9° 40′ 33″ O | Krelingen 46 | Durchmesser ca. 13 m und Höhe ca. 0,5 m, annähernd rund.                                                                                       | 34824901 | BW   |
| 52° 48′ 13″ N, 9° 40′ 32″ O | Krelingen 47 | Durchmesser ca. 13 m und Höhe ca. 0,5 m, annähernd rund.                                                                                       | 34820679 | BW   |
| 52° 48′ 18″ N, 9° 40′ 36″ O | Krelingen 48 | Durchmesser ca. 10 m und Höhe ca. 0,3 m, Ostteil durch Tiefpflügen zerstört, einzelne kopfgroße Steine sichtbar.                               | 34820858 | BW   |
| 52° 48′ 18″ N, 9° 40′ 35″ O | Krelingen 49 | Durchmesser ca. 10 m und Höhe ca. 0,6 m, über den Westrand verläuft eine alte Fahrspur.                                                        | 34824949 | BW   |
| 52° 48′ 18″ N, 9° 40′ 34″ O | Krelingen 50 | Durchmesser ca. 15 m und Höhe ca. 1 m, Zentrum bis an den Nordwestrand abgetragen und zerstört. Nordostrand als breiter, hoher Wall erkennbar. | 34824801 | BW   |
| 52° 48′ 17″ N, 9° 40′ 33″ O | Krelingen 78 | Durchmesser ca. 8 m und Höhe ca. 0,4 m, annähernd rund.                                                                                        | 34820928 | BW   |

### Krelingen 53
- ID:34822076
- Gruppe von drei Grabhügeln.

| Lage                        | Bezeichnung  | Beschreibung                                                                                           | ID       | Bild |
| --------------------------- | ------------ | --- | -------- | ---- |
| 52° 48′ 22″ N, 9° 40′ 18″ O | Krelingen 53 | Durchmesser ca. 25 m und Höhe ca. 1,1 m, rund. alte, flache Einsenkungen. Rand schwach abgesetzt.      | 34820970 | BW   |
| 52° 48′ 22″ N, 9° 40′ 19″ O | Krelingen 54 | Langhügel ca. 15 × 25 m (Nord-Süd gerichtet) und Höhe 1,1 m.                                           | 34820971 | BW   |
| 52° 48′ 22″ N, 9° 40′ 21″ O | Krelingen 55 | Durchmesser ca. 10 m und Höhe ca. 0,7 m, rund, im Zentrum eine tiefe, alte Eingrabung. Rand abgesetzt. | 34821066 | BW   |

## Kroge
| Lage                        | Bezeichnung         | Beschreibung                                                                           | ID       | Bild |
| --------------------------- | ------------------- | -------------------------------------------------------------------------------------- | -------- | ---- |
| 52° 56′ 3″ N, 9° 41′ 34″ O  | Kroge 43, Grabhügel | Durchmesser ca. 10 m und Höhe ca. 0,4 m. Annähernd rund mit einer kleinen Kuppenmulde. | 34822967 | BW   |
| 52° 55′ 35″ N, 9° 41′ 23″ O | Kroge 44, Grabhügel |                                                                                        | 34822968 | BW   |
| 52° 55′ 36″ N, 9° 40′ 35″ O | Kroge 54, Grabhügel |                                                                                        | 34823067 | BW   |

### Kroge 1
- ID:34821341
- Gruppe von ursprünglich etwa 30 Grabhügeln.

| Lage                        | Bezeichnung | Beschreibung | ID       | Bild |
| --------------------------- | ----------- | --- | -------- | ---- |
| 52° 55′ 12″ N, 9° 40′ 51″ O | Kroge 1     | Durchmesser ca. 18 m und Höhe ca. 1,6 m, Nordnordostteil durch Sandentnahme abgetragen und zerstört, zentraler Kopfstich mit Fortsetzung bis zum Westrand. Rand abgesetzt. Überpflügt. Im Südosten Rodungswall angrenzend. | 34821989 | BW   |
| 52° 55′ 12″ N, 9° 40′ 51″ O | Kroge 2     | Durchmesser ca. 12 m und Höhe ca. 0,7 m mit zentralem Kopfstich und abgesetztem Rand. | 34821990 | BW   |
| 52° 55′ 12″ N, 9° 40′ 50″ O | Kroge 3     | Durchmesser ca. 9 m und Höhe ca. 0,3 m mit zerwühlter Oberfläche und schwach abgesetztem Rand. | 34821991 | BW   |
| 52° 55′ 11″ N, 9° 40′ 51″ O | Kroge 4     | | 34822122 | BW   |
| 52° 55′ 11″ N, 9° 40′ 49″ O | Kroge 7     | Durchmesser ca. 14 m und Höhe ca. 0,8 m mit einem zentralen großflächigen Kopfstich und abgesetztem Rand. Am Südostrand Eingrabung mit Spuren des herausgerissenen Steinkranzes.                                           | 34822122 | BW   |
| 52° 55′ 10″ N, 9° 40′ 48″ O | Kroge 9     | Durchmesser ca. 8 m und Höhe ca. 0,4 m, flach gewölbt. | 34822124 | BW   |
| 52° 55′ 15″ N, 9° 40′ 45″ O | Kroge 12    | Langhügel ca. 10 × 19 m (N-S) und Höhe ca. 0,8 m. Rand im Nord-, und Nordwestbereich abgesetzt. | 34822261 | BW   |
| 52° 55′ 15″ N, 9° 40′ 45″ O | Kroge 13    | Durchmesser ca. 15 m und Höhe ca. 0,7 m mit flachen Mulden. | 34822328 | BW   |
| 52° 55′ 12″ N, 9° 40′ 49″ O | Kroge 17    | Durchmesser ca. 14 m und Höhe ca. 0,6 m mit zahlreichen Eingrabungen und schwach abgesetztem Rand. | 34822351 | BW   |

## Nordkampen
| Lage                        | Bezeichnung                | Beschreibung | ID       | Bild |
| --------------------------- | -------------------------- | --- | -------- | ---- |
| 52° 51′ 44″ N, 9° 24′ 34″ O | Nordkampen 1, Grabhügel    | Durchmesser ca. 15 m und Höhe ca. 0,8 m, rundlich, Südrand abgesetzt. | 34820588 | BW   |
| 52° 51′ 23″ N, 9° 25′ 34″ O | Nordkampen 4, Grabhügel    | Durchmesser ca. 13 m und Höhe ca. 0,8 m, mit zentraler alten Eingrabung mit Sandabtrag. Rand im Nordwesten und Südwesten abgesetzt.                                                                                 | 34826012 | BW   |
| 52° 52′ 13″ N, 9° 24′ 13″ O | Nordkampen 10, Grabhügel   | Durchmesser ca. 12 m und Höhe ca. 1 m, rundlich, mit zentraler flacher Eingrabung. Im Nordostrand weitere Eingrabung. Durch den Südteil von Südwest nach Nordost ein alter Grenzgraben. Nordrand schwach abgesetzt. | 34820373 | BW   |
| 52° 52′ 13″ N, 9° 24′ 16″ O | Nordkampen 11, Grabhügel   | Durchmesser ca. 13 m und Höhe ca. 0,7 m, im nördlichen Bereich alter Grenzgraben von Südwest nach Nordost. | 34820374 | BW   |
| 52° 53′ 1″ N, 9° 25′ 11″ O  | Nordkampen 14, Grabhügel   | Obertägig teilweise abgetragen und überpflügt, Durchmesser ca. 16 × 10 m (Nordwest-Südost orientiert) und Höhe ca. 0,5 m.                                                                                           | 34820502 | BW   |
| 52° 53′ 2″ N, 9° 25′ 13″ O  | Nordkampen 15, Grabhügel   | Durchmesser ca. 15 m und Höhe ca. 1 m, mit einer großflächigen alten Raubgrabung, zum Westrand. Rand abgesetzt. Einkuhlungen.                                                                                       | 34820528 | BW   |
| 52° 52′ 38″ N, 9° 24′ 17″ O | Nordkampen 100, Grenzstein | Großer, im Gelände aufrechtstehender, Grenzstein aus dem Jahre 1575. | 34822758 | BW   |
| 52° 52′ 27″ N, 9° 25′ 54″ O | Nordkampen 105, Grabhügel  | Durchmesser ca. 15 m und Höhe ca. 1 m, mit einer großflächigen alten Raubgrabung, zum Westrand. Rand abgesetzt. Einkuhlungen.                                                                                       | 34824272 | BW   |

### Nordkampen 22
- ID:34824270
- Gruppe von ehemals 13 Grabhügeln, davon einer zerstört.

| Lage                        | Bezeichnung   | Beschreibung | ID       | Bild |
| --------------------------- | ------------- | --- | -------- | ---- |
| 52° 52′ 23″ N, 9° 25′ 46″ O | Nordkampen 22 | Durchmesser ca. 10 m und Höhe ca. 0,7 m, rundlich. In Ost-West Richtung Pflanzfurchen. Rand schwach abgesetzt.                                                        | 34820853 | BW   |
| 52° 52′ 24″ N, 9° 25′ 44″ O | Nordkampen 23 | Oval, 10 × 13 m (Nordost-Südwest-Richtung), Höhe 0,8 m. Pflanzfurchen in West-Ost-Richtung.                                                                           | 34820804 | BW   |
| 52° 52′ 24″ N, 9° 25′ 43″ O | Nordkampen 24 | Durchmesser ca. 10 m und Höhe ca. 0,8 m, rundlich. Pflanzfurchen in West-Ost Richtung. Rand schwach abgesetzt.                                                        | 34820855 | BW   |
| 52° 52′ 24″ N, 9° 25′ 41″ O | Nordkampen 25 | Durchmesser ca. 9 m und Höhe ca. 0,6 m. Von Mitte bis Westrand durch alte Erdentnahme gestört. Pflanzfurchen in Ost-West Richtung.                                    | 34820854 | BW   |
| 52° 52′ 23″ N, 9° 25′ 39″ O | Nordkampen 26 | Durchmesser ca. 10 m und Höhe ca. 0,7 m, rundlich. Südteil durch Holzabfuhr leicht beschädigt. Rand abgesetzt.                                                        | 34820880 | BW   |
| 52° 52′ 24″ N, 9° 25′ 39″ O | Nordkampen 27 | Durchmesser ca. 11 m und Höhe ca. 0,8 m, rundlich. Entlang des Südrandes eine alte Wegespur von Südwest nach Nordost. Rand abgesetzt. Pflanzspuren von Ost nach West. | 34820881 | BW   |
| 52° 52′ 25″ N, 9° 25′ 38″ O | Nordkampen 28 | Langhügel 11 × 19 m (Nord-Süd gerichtet) und Höhe im Nordteil ca. 0,8 m und im Südteil ca. 1,2 m. Rand abgesetzt.                                                     | 34820882 | BW   |
| 52° 52′ 25″ N, 9° 25′ 37″ O | Nordkampen 29 | Durchmesser ca. 9 m und Höhe ca. 0,3 m, mit einem zentralen, großflächigen alten Kopfstich.                                                                           | 34820967 | BW   |
| 52° 52′ 24″ N, 9° 25′ 36″ O | Nordkampen 30 | Durchmesser ca. 12 m und Höhe ca. 1 m, rund mit abgesetztem Rand. | 34820968 | BW   |
| 52° 52′ 24″ N, 9° 25′ 35″ O | Nordkampen 31 | Durchmesser ca. 12 m und Höhe ca. 0,7 m, rund, Nordrand schwach abgesetzt.                                                                                            | 34820969 | BW   |
| 52° 52′ 23″ N, 9° 25′ 36″ O | Nordkampen 32 | Durchmesser ca. 14 m und Höhe ca. 1,2 m, rund mit abgesetztem Rand. Pflanzfurchen in Ost-West Richtung.                                                               | 34821063 | BW   |
| 52° 52′ 22″ N, 9° 25′ 34″ O | Nordkampen 33 | Durchmesser ca. 13 m und Höhe ca. 1 m, rundlich, nordöstliche Hälfte durch Holzabfuhr beschädigt. Rand abgesetzt.                                                     | 34821064 | BW   |

### Nordkampen 43
- ID:34822078
- Gruppe von ehemals 44 Grabhügeln. Davon sind 41 erhalten.

| Lage                        | Bezeichnung    | Beschreibung | ID       | Bild |
| --------------------------- | -------------- | --- | -------- | ---- |
| 52° 52′ 29″ N, 9° 27′ 1″ O  | Nordkampen 43  | Durchmesser ca. 10 m und Höhe ca. 0,6 m, rundlich, am Südrand ein Waldweg, hier einige Steine. | 34822906 | BW   |
| 52° 52′ 32″ N, 9° 26′ 59″ O | Nordkampen 44  | Durchmesser ca. 15 m und Höhe ca. 0,75 m, rundlich. | 34823019 | BW   |
| 52° 52′ 33″ N, 9° 26′ 59″ O | Nordkampen 45  | Durchmesser ca. 15 m und Höhe ca. 0,9 m, rundlich, mit zentraler, flacher Mulde. Nord- und Westrand abgesetzt. Pflanzfurchen von Nordost nach Südwest.                                             | 34823020 | BW   |
| 52° 52′ 33″ N, 9° 26′ 58″ O | Nordkampen 46  | Durchmesser ca. 13 m und Höhe ca. 1,2 m, rundlich, durch den Südteil tief eingeschnittene Schneise von Ost nach West. Rand abgesetzt. Östlich und westlich je ein Stubbenwall.                     | 34823087 | BW   |
| 52° 52′ 34″ N, 9° 26′ 59″ O | Nordkampen 47  | Durchmesser ca. 14 m und Höhe ca. 1,6 m, am Westrand ca. 1,9 Meter, rundlich. Südwestrand von Feldweg angeschnitten. Rand abgesetzt.                                                               | 34823134 | BW   |
| 52° 52′ 34″ N, 9° 26′ 57″ O | Nordkampen 48  | Durchmesser ca. 15 m und Höhe ca. 0,3 m. sehr flach, unruhige Oberfläche. Alte Wegespur von Ost nach West, weitere überquert den Nordrand. Nördlicher Bereich durch Wegespur stark eingedrückt.    | 34823135 | BW   |
| 52° 52′ 35″ N, 9° 26′ 57″ O | Nordkampen 49  | Durchmesser ca. 15 m und Höhe ca. 1,2 m, rundlich, tiefer Graben von Ostnordost nach Westsüdwest. Rand abgesetzt.                                                                                  | 34823174 | BW   |
| 52° 52′ 36″ N, 9° 26′ 57″ O | Nordkampen 50  | Durchmesser ca. 17 m und Höhe ca. 0,6 m. | 34823174 | BW   |
| 52° 52′ 35″ N, 9° 26′ 55″ O | Nordkampen 51  | Durchmesser ca. 15 m und Höhe ca. 0,5 m, über den Südwest- und Nordostrand alte Wegespuren. | 34823259 | BW   |
| 52° 52′ 33″ N, 9° 26′ 53″ O | Nordkampen 52  | Durchmesser ca. 15 m und Höhe ca. 0,5 m. | 34823260 | BW   |
| 52° 52′ 35″ N, 9° 26′ 50″ O | Nordkampen 53  | Durchmesser ca. 14 m und Höhe ca. 0,5 m, rundlich, im östlichen Hügelbereich ein Waldpfad. | 34823928 | BW   |
| 52° 52′ 33″ N, 9° 26′ 49″ O | Nordkampen 54  | Durchmesser ca. 13 m und Höhe ca. 0,7 m, rundlich, mit einer zentralen alten Mulde. Über die Mitte ein Weg von Ost nach West.                                                                      | 34823833 | BW   |
| 52° 52′ 33″ N, 9° 26′ 51″ O | Nordkampen 55  | Durchmesser ca. 13 m und Höhe ca. 0,5 m, Westhälfte zum Teil abgetragen. Über den Ostrand Waldschneise von Norden nach Süden.                                                                      | 34823929 | BW   |
| 52° 52′ 32″ N, 9° 26′ 53″ O | Nordkampen 56  | Durchmesser ca. 19 m und Höhe ca. 0,5 m, mit alten Pflanzfurchen von Osten nach Westen. Über den Westrand Waldschneise von Norden nach Süden.                                                      | 34823834 | BW   |
| 52° 52′ 36″ N, 9° 27′ 4″ O  | Nordkampen 57  | Durchmesser ca. 14 m und Höhe ca. 1,2 m, Pflanzfurchen von Osten nach Westen. | 34824029 | BW   |
| 52° 52′ 36″ N, 9° 27′ 1″ O  | Nordkampen 58  | Durchmesser ca. 14 m und Höhe ca. 1,2 m, am Westrand 1,8 Meter, rundlich, Pflanzfurchen von Osten nach Westen.                                                                                     | 34824134 | BW   |
| 52° 52′ 36″ N, 9° 26′ 59″ O | Nordkampen 59  | Durchmesser ca. 16 m und Höhe ca. 1 m, rundlich, Pflanzfurchen von Osten nach Westen. | 34824030 | BW   |
| 52° 52′ 37″ N, 9° 26′ 58″ O | Nordkampen 60  | Durchmesser ca. 15 m und Höhe ca. 0,4 m, rundlich, mit einer zentralen alten Eingrabung. Pflanzfurchen von Osten nach Westen. Weitere kleinere Eingrabungen im Rand.                               | 34824135 | BW   |
| 52° 52′ 38″ N, 9° 26′ 54″ O | Nordkampen 61  | Durchmesser ca. 18 m und Höhe ca. 0,8 m. | 34824167 | BW   |
| 52° 52′ 38″ N, 9° 26′ 56″ O | Nordkampen 62  | Durchmesser ca. 15 m und Höhe ca. 0,4 m, über Nordteil eine Schneise von Osten nach Westen. | 34824323 | BW   |
| 52° 52′ 38″ N, 9° 26′ 59″ O | Nordkampen 63  | Durchmesser ca. 18 m und Höhe ca. 0,4 m. | 34824168 | BW   |
| 52° 52′ 38″ N, 9° 27′ 2″ O  | Nordkampen 64  | Durchmesser ca. 18 m und Höhe ca. 1,1 m, rundlich, Pflanzfurchen im Südteil. | 34824136 | BW   |
| 52° 52′ 39″ N, 9° 27′ 3″ O  | Nordkampen 65  | Durchmesser ca. 13 m und Höhe ca. 0,5 m, rundlich mit Mulden. | 34824324 | BW   |
| 52° 52′ 39″ N, 9° 27′ 2″ O  | Nordkampen 66  | Durchmesser ca. 15 m und Höhe ca. 0,6 m. | 34824391 | BW   |
| 52° 52′ 39″ N, 9° 26′ 59″ O | Nordkampen 67  | Durchmesser ca. 18 m und Höhe ca. 0,3 m. | 34825085 | BW   |
| 52° 52′ 39″ N, 9° 27′ 1″ O  | Nordkampen 68  | Leicht oval, 11 × 15 m (in Nordwest-Südost Richtung) und Höhe ca. 0,5 m. Im Nordwestteil Schneise von Osten nach Westen.                                                                           | 34825118 | BW   |
| 52° 52′ 39″ N, 9° 27′ 2″ O  | Nordkampen 69  | Durchmesser ca. 14 m und Höhe ca. 1 m, rundlich mit einer zentralen, alten, flachen Mulde. Rand abgesetzt.                                                                                         | 34825083 | BW   |
| 52° 52′ 40″ N, 9° 27′ 2″ O  | Nordkampen 70  | Durchmesser ca. 14 m und Höhe ca. 1,2 m, rundlich, alte Pflanzfurchen von Osten nach Westen. Rand abgesetzt.                                                                                       | 34824978 | BW   |
| 52° 52′ 40″ N, 9° 27′ 4″ O  | Nordkampen 71  | Durchmesser ca. 19 m und Höhe ca. 1 m, rundlich, mit abgesetztem Rand. Auf der Mitte ein Grenzstein, südwestlich davon flache Mulde. Schneise von Nordnordwest nach Südsüdost.                     | 34825120 | BW   |
| 52° 52′ 41″ N, 9° 27′ 4″ O  | Nordkampen 72  | Durchmesser ca. 16 m und Höhe ca. 1,1 m, rundlich, mit zentraler alter, flacher Mulde. Pflanzfurchen in Ost-West Richtung. Rand teilweise schwach abgesetzt.                                       | 34824977 | BW   |
| 52° 52′ 41″ N, 9° 27′ 3″ O  | Nordkampen 73  | Durchmesser ca. 11 m und Höhe ca. 0,7 m, rundlich, Pflanzfurchen von Osten nach Westen. | 34825084 | BW   |
| 52° 52′ 41″ N, 9° 27′ 2″ O  | Nordkampen 74  | Durchmesser ca. 16 m und Höhe ca. 1,4 m, rundlich mit abgesetztem Rand. Am Nordrand eine schwache Mulde.                                                                                           | 34825119 | BW   |
| 52° 52′ 40″ N, 9° 27′ 0″ O  | Nordkampen 75  | Durchmesser ca. 21 m und Höhe ca. 1,9 m, rundlich mit abgesetztem Rand. Über den Südteil eine Schneise von Osten nach Westen.                                                                      | 34825243 | BW   |
| 52° 52′ 41″ N, 9° 27′ 1″ O  | Nordkampen 76  | Durchmesser ca. 12 m und Höhe ca. 0,7 m, rundlich, mit zentralem altem Kopfstich. | 34825289 | BW   |
| 52° 52′ 42″ N, 9° 27′ 2″ O  | Nordkampen 77  | Durchmesser ca. 14 m und Höhe ca. 0,6 m, rundlich. Am Ostrand Mulden. | 34825242 | BW   |
| 52° 52′ 42″ N, 9° 27′ 0″ O  | Nordkampen 78  | Durchmesser ca. 14 m und Höhe ca. 0,7 m, rundlich, alte Eingrabungen. | 34825291 | BW   |
| 52° 52′ 42″ N, 9° 26′ 57″ O | Nordkampen 79  | Durchmesser ca. 15 m und Höhe ca. 1 m, rundlich, Rand nur im Westen und Südwesten schwach abgesetzt.                                                                                               | 34825345 | BW   |
| 52° 52′ 43″ N, 9° 26′ 57″ O | Nordkampen 80  | Durchmesser ca. 10 m und Höhe ca. 0,5 m, alte Eingrabungen. Westrand zeigt unregelmäßige Störung mit Erdaushub. Rand im Südwesten abgesetzt. Am Nordwestrand eine Beschädigung durch Planierraupe. | 34825346 | BW   |
| 52° 52′ 39″ N, 9° 26′ 57″ O | Nordkampen 81  | Durchmesser ca. 20 m und Höhe ca. 1,8 m, rundlich, durch Südteil eine Schneise von Osten nach Westen. Rand teilweise deutlich abgesetzt.                                                           | 34825347 | BW   |
| 52° 52′ 35″ N, 9° 26′ 52″ O | Nordkampen 106 | Durchmesser ca. 16 m und Höhe ca. 0,7 m, annähernd rund. | 34825314 | BW   |
| 52° 52′ 36″ N, 9° 26′ 53″ O | Nordkampen 107 | Durchmesser ca. 14 m und Höhe ca. 0,4 m, annähernd rund mit Einkuhlungen. | 34825315 | BW   |

## Sieverdingen
| Lage                        | Bezeichnung                | Beschreibung | ID       | Bild |
| --------------------------- | -------------------------- | --- | -------- | ---- |
| 52° 53′ 55″ N, 9° 30′ 58″ O | Sieverdingen 5, Grabhügel  | Durchmesser ca. 10 m und Höhe ca. 0,5 m, Westrand durch überpflügen abgetragen. Am Südrand einzelne Findlinge sichtbar.            | 34824266 | BW   |
| 52° 53′ 54″ N, 9° 31′ 0″ O  | Sieverdingen 6, Grabhügel  | Durchmesser ca. 10 m und Höhe ca. 0,3 m.                                                                                           | 34824375 | BW   |
| 52° 53′ 53″ N, 9° 31′ 2″ O  | Sieverdingen 7, Grabhügel  | Durchmesser ca. 12 m und Höhe ca. 0,6 m, mit einem zentralen, tiefen Kopfstich. Nordrand bei Anlage eines Weges abgeflacht worden. | 34824376 | BW   |
| 52° 53′ 55″ N, 9° 31′ 2″ O  | Sieverdingen 13, Grabhügel | Durchmesser ca. 10 m und Höhe ca. 0,3 m, annähernd rund.                                                                           | 34820553 | BW   |

## Stellichte
| Lage                        | Bezeichnung              | Beschreibung | ID       | Bild           |
| --------------------------- | ------------------------ | --- | -------- | -------------- |
| 52° 55′ 21″ N, 9° 28′ 2″ O  | Stellichte 1, Grabhügel  | Durchmesser ca. 15 m und Höhe ca. 1,3 m, rund, im Nordwestteil eine Eingrabung mit grabenartiger Fortsetzung zum nordwestlichen Rand. Ränder deutlich abgesetzt. Am Südwestrand von Fahrzeugspuren eingedrückt. | 34824578 | BW             |
| 52° 56′ 45″ N, 9° 30′ 43″ O | Stellichte 24, Grabhügel | Durchmesser ca. 20 m und Höhe ca. 1,8 m, westliche Hälfte durch Anlage eines Weges abgetragen und zerstört. Ostrand überpflügt. Dort auch eine ältere Eingrabung. Rand abgesetzt. | 34825172 | BW             |
| 52° 56′ 46″ N, 9° 30′ 37″ O | Stellichte 27, Grabhügel | Durchmesser ca. 15 m und Höhe ca. 1,2 m, im Nordostteil partiell zerstört. Auf dem Südwestteil hoher Erdhaufen aufgetürmt. | 34825204 | BW             |
| 52° 56′ 47″ N, 9° 30′ 35″ O | Stellichte 28, Grabhügel | Der Südrand mit Höhe 0,5 m erhalten. Rest ist abgetragen und weist zahlreiche Fahrspuren auf. Am erhaltenen Südrand einige kopfgroße Steine. | 34825270 | BW             |
| 52° 56′ 31″ N, 9° 31′ 45″ O | Stellichte 35, Grabhügel | Durchmesser ca. 8 m und Höhe ca. 0,4 m, ungestört. | 34825531 | BW             |
| 52° 56′ 22″ N, 9° 32′ 1″ O  | Stellichte 38, Burg      | Über die Gestalt der hochmittelalterlichen Burg sind keine Details bekannt. Der Merianstich von 1650 zeigt ein gotisches Backsteinhaus mit Staffelgiebel, Fachwerkflügel und Treppenturm, das von einem breiten Wassergraben umgeben ist. Der Zugang wird durch zwei Torhäuser geschützt. Die Vorburg mit dem Wirtschaftshof ist mit der Hauptburg durch eine Brücke verbunden. Die heute noch vorhandenen Schlossgräben umfassen eine ca. 74 × 67 m große Fläche. | 34825533 | Weitere Bilder |
| 52° 54′ 18″ N, 9° 31′ 43″ O | Stellichte 45, Grabhügel | Durchmesser ca. 8 m und Höhe ca. 0,5 m, am südöstlichen Fuß eine kleine Eingrabung. | 34825732 | BW             |
| 52° 56′ 32″ N, 9° 31′ 45″ O | Stellichte 51, Grabhügel | Durchmesser ca. 3 m und Höhe ca. 0,2 m, annähernd rund. | 34822470 | BW             |
| 52° 56′ 32″ N, 9° 31′ 45″ O | Stellichte 52, Grabhügel | Durchmesser ca. 5 m und Höhe ca. 0,2 m, annähernd rund. | 34822642 | BW             |
| 52° 56′ 31″ N, 9° 31′ 46″ O | Stellichte 53, Grabhügel | Durchmesser ca. 7 m und Höhe ca. 0,3 m, annähernd rund. | 34822643 | BW             |

### Stellichte 5
- ID:34822469
- Gruppe von 15 Grabhügeln.

| Lage                        | Bezeichnung   | Beschreibung | ID       | Bild |
| --------------------------- | ------------- | --- | -------- | ---- |
| 52° 55′ 55″ N, 9° 29′ 47″ O | Stellichte 5  | Durchmesser ca. 15 m und Höhe ca. 0,6 m, der Nordostteil bei Anlage eines Weges abgetragen. Zentrale, flache Mulde.     | 34824703 | BW   |
| 52° 55′ 54″ N, 9° 29′ 46″ O | Stellichte 6  | Durchmesser ca. 18 m und Höhe ca. 1,2 m, nordnordwestliche Teil bei Anlage einer Straße gestört.                        | 34824803 | BW   |
| 52° 55′ 54″ N, 9° 29′ 49″ O | Stellichte 7  | Durchmesser ca. 15 m und Höhe ca. 1,2 m, rund mit einer zentralen, flachen Mulde. Rand abgesetzt.                       | 34824850 | BW   |
| 52° 55′ 52″ N, 9° 29′ 37″ O | Stellichte 8  | Durchmesser ca. 12 m und Höhe ca. 0,5 m, Nordwesthälfte bei Anlage einer Straße abgetragen.                             | 34824851 | BW   |
| 52° 55′ 50″ N, 9° 29′ 36″ O | Stellichte 10 | Durchmesser ca. 18 m und Höhe ca. 1,2 m, rund mit zentraler, flacher Mulde, einige kopfgroße Steine. Rand abgesetzt.    | 34824923 | BW   |
| 52° 55′ 49″ N, 9° 29′ 44″ O | Stellichte 11 | Durchmesser ca. 14 m und Höhe ca. 1,4 m, Südteil überpflügt. Einige flache, kleine Mulden und Tierbaue. Rand abgesetzt. | 34824924 | BW   |
| 52° 55′ 46″ N, 9° 29′ 46″ O | Stellichte 12 | Durchmesser ca. 14 m und Höhe ca. 1 m, rund.                                                                            | 34824852 | BW   |
| 52° 55′ 54″ N, 9° 29′ 54″ O | Stellichte 13 | Durchmesser ca. 8 m und Höhe ca. 0,6 m, mit tiefen, zentralen Kopfstich.                                                | 34824979 | BW   |
| 52° 55′ 53″ N, 9° 29′ 56″ O | Stellichte 14 | Durchmesser ca. 12 × 16 m und Höhe ca. 1,2 m, überpflügt.                                                               | 34824980 | BW   |
| 52° 55′ 52″ N, 9° 29′ 54″ O | Stellichte 15 | Durchmesser ca. 16 m und Höhe ca. 1,1 m, mit einigen kleinen Mulden und Tierbaue. Rand abgesetzt.                       | 34824981 | BW   |
| 52° 55′ 49″ N, 9° 30′ 2″ O  | Stellichte 16 | Durchmesser ca. 16 m und Höhe ca. 1,4 m, im Nordnordwesten durch Bau eines Waldweges abgetragen und zerstört.           | 34825054 | BW   |
| 52° 55′ 42″ N, 9° 29′ 58″ O | Stellichte 17 | Durchmesser ca. 18 m und Höhe ca. 1,4 m, rund mit zentraler, flacher Mulde. Rand abgesetzt.                             | 34825055 | BW   |
| 52° 55′ 45″ N, 9° 29′ 50″ O | Stellichte 47 | Durchmesser ca. 13 m und Höhe ca. 0,5 m, rundlich. Nordwestrand geringfügig bei Anlage eines Weges beschädigt.          | 34825895 | BW   |
| 52° 55′ 44″ N, 9° 29′ 50″ O | Stellichte 54 | Durchmesser ca. 9 m und Höhe ca. 0,3 m, annähernd rund. Südwesthälfte eingedrückt.                                      | 34821666 | BW   |
| 52° 55′ 45″ N, 9° 29′ 51″ O | Stellichte 55 | Durchmesser ca. 10 m und Höhe ca. 0,4 m, annähernd rund. Nordostrand von Fahrspur eingedrückt.                          | 34822468 | BW   |

## Südkampen
| Lage                        | Bezeichnung             | Beschreibung | ID       | Bild |
| --------------------------- | ----------------------- | --- | -------- | ---- |
| 52° 50′ 18″ N, 9° 25′ 32″ O | Südkampen 1, Grabhügel  | Durchmesser ca. 14 m und Höhe ca. 0,7 m, rundlich, großer zentraler alter Kopfstich mit grabenartiger Erweiterung bis Nordrand. Rand schwach abgesetzt.                      | 34825981 | BW   |
| 52° 50′ 17″ N, 9° 25′ 32″ O | Südkampen 2, Grabhügel  | Durchmesser ca. 10 m und Höhe ca. 0,5 m, rundlich, Rand im Norden und Nordosten schwach abgesetzt.                                                                           | 34826068 | BW   |
| 52° 50′ 27″ N, 9° 25′ 56″ O | Südkampen 6, Grabhügel  | Durchmesser ca. 9 m und Höhe ca. 0,3 m, rundlich, einige Mulden. | 34820404 | BW   |
| 52° 50′ 36″ N, 9° 26′ 11″ O | Südkampen 9, Grabhügel  | Durchmesser ca. 10 m und Höhe ca. 0,8 m, rundlich, mit zentraler verwachsener Eingrabung. Durch Nord- und Südrand hohlwegartig eingefahrene Wegespuren in Ost-West Richtung. | 34826111 | BW   |
| 52° 50′ 31″ N, 9° 26′ 28″ O | Südkampen 11, Grabhügel | Obertägig ist parallel zum Waldweg nur ein unförmiger Rest von ca. 11 m Länge, 4 m Breite und 0,5 m Höhe erkennbar.                                                          | 34823223 | BW   |
| 52° 50′ 24″ N, 9° 26′ 41″ O | Südkampen 13, Grabhügel | Durchmesser ca. 11 m und Höhe ca. 0,8 m, rundlich, mit abgesetztem Rand. Überpflügt.                                                                                         | 34826192 | BW   |
| 52° 50′ 25″ N, 9° 26′ 40″ O | Südkampen 14, Grabhügel | Nordhälfte beim Bau der Straße zerstört. Durchmesser der verbliebenen Südhälfte: 12 m, Höhe 1,1 m.                                                                           | 34820405 | BW   |
| 52° 50′ 27″ N, 9° 26′ 40″ O | Südkampen 15, Grabhügel | Südhälfte beim Bau der Straße zerstört. Verbliebene Nordteil: Durchmesser 11 m und Höhe 1 m. Rand abgesetzt.                                                                 | 34820458 | BW   |
| 52° 51′ 0″ N, 9° 25′ 4″ O   | Südkampen 18, Grabhügel | | 34820485 | BW   |
| 52° 51′ 15″ N, 9° 24′ 56″ O | Südkampen 25, Grabhügel | Durchmesser ca. 8 m und Höhe ca. 0,3 m, rundlich. | 34822823 | BW   |
| 52° 50′ 30″ N, 9° 26′ 51″ O | Südkampen 47, Grabhügel | Durchmesser ca. 22 m und Höhe ca. 1 m, annähernd rund mit Einkuhlungen. Große Eingrabung am Südwestrand.                                                                     | 34825071 | BW   |

### Südkampen 27
- ID:34824805
- Gruppe von ehemals 14 Grabhügeln, davon zwei zerstört.

| Lage                       | Bezeichnung  | Beschreibung | ID       | Bild |
| -------------------------- | ------------ | --- | -------- | ---- |
| 52° 51′ 9″ N, 9° 26′ 1″ O  | Südkampen 27 | Durchmesser ca. 20 m und Höhe ca. 1 m, rundlich, mit zerwühlter Oberfläche. Rand nur im Westen abgesetzt. Nordrand bei Anlage eines Feldweges gestört. Fahrzeugspuren.           | 34822760 | BW   |
| 52° 51′ 8″ N, 9° 26′ 1″ O  | Südkampen 28 | Durchmesser ca. 14 m und Höhe ca. 0,4 m, rundlich, mit flachen Mulden. Rand schwach abgesetzt.                                                                                   | 34822822 | BW   |
| 52° 51′ 8″ N, 9° 26′ 4″ O  | Südkampen 29 | Durchmesser ca. 12 m und Höhe ca. 0,7 m, rundlich, im Zentrum eine Eingrabung.                                                                                                   | 34823052 | BW   |
| 52° 51′ 10″ N, 9° 26′ 6″ O | Südkampen 30 | Durchmesser ca. 12 m und Höhe ca. 0,7 m, rundlich, Oberfläche durch Abholzungen und Abtransport stark beschädigt.                                                                | 34823088 | BW   |
| 52° 51′ 3″ N, 9° 26′ 13″ O | Südkampen 32 | Durchmesser ca. 15 m und Höhe ca. 1 m, rundlich, im Südteil eine alte Erdentnahmestelle.                                                                                         | 34823176 | BW   |
| 52° 51′ 2″ N, 9° 26′ 10″ O | Südkampen 33 | Durchmesser ca. 8 m und Höhe ca. 0,3 m, rundlich. | 34823177 | BW   |
| 52° 51′ 1″ N, 9° 26′ 8″ O  | Südkampen 34 | Durchmesser ca. 11 m und Höhe ca. 0,6 m, in der gesamten Aufschüttung, besonders im Ostteil, alte unregelmäßige Abtragungen. Randbereich zum Teil sehr unregelmäßig ausgebildet. | 34823222 | BW   |
| 52° 51′ 1″ N, 9° 26′ 9″ O  | Südkampen 35 | Durchmesser ca. 4 m und Höhe ca. 0,3 m, kleine, alte Eingrabung am Südrand. Durch Fahrspuren stark beschädigt und kaum noch erkennbar.                                           | 34823224 | BW   |
| 52° 51′ 2″ N, 9° 26′ 8″ O  | Südkampen 36 | Durchmesser ca. 12 m und Höhe ca. 1,2 m, rundlich. Nordrand abgesetzt. | 34823294 | BW   |
| 52° 51′ 2″ N, 9° 26′ 8″ O  | Südkampen 37 | Langhügel ca. 7 × 15 m (Nord-Süd gerichtet) und Höhe ca. 0,5 m. Rand schwach abgesetzt.                                                                                          | 34823375 | BW   |
| 52° 51′ 2″ N, 9° 26′ 8″ O  | Südkampen 38 | Durchmesser ca. 12 m und Höhe ca. 0,6 m, rundlich. | 34823421 | BW   |
| 52° 51′ 2″ N, 9° 26′ 2″ O  | Südkampen 40 | Durchmesser ca. 15 m und Höhe ca. 0,8 m, durch Rodungsmaßnahmen künstlich abgeflacht.                                                                                            | 34823500 | BW   |

## Uetzingen
| Lage                       | Bezeichnung            | Beschreibung                                 | ID       | Bild |
| -------------------------- | ---------------------- | -------------------------------------------- | -------- | ---- |
| 52° 53′ 42″ N, 9° 38′ 0″ O | Ützingen 81, Grabhügel | Durchmesser ca. 20 m und Höhe ca. 1 m, rund. | 34823672 | BW   |

### Uetzingen 1
- ID:34824858
- Gruppe von sechs Grabhügeln.

| Lage                        | Bezeichnung | Beschreibung                                                                                         | ID       | Bild |
| --------------------------- | ----------- | --- | -------- | ---- |
| 52° 53′ 12″ N, 9° 38′ 30″ O | Ützingen 1  | Durchmesser ca. 11 m und Höhe ca. 1 m, rund mit einer alten Sandentnahmestelle im östlichen Bereich. | 34825867 | BW   |
| 52° 53′ 11″ N, 9° 38′ 31″ O | Ützingen 2  | Durchmesser ca. 10 m und Höhe ca. 0,7 m.                                                             | 34825868 | BW   |
| 52° 53′ 11″ N, 9° 38′ 28″ O | Ützingen 3  | Durchmesser ca. 9 m und Höhe ca. 1 m, rund mit einer Sandentnahmestelle im südlichen Bereich.        | 34825936 | BW   |
| 52° 53′ 11″ N, 9° 38′ 28″ O | Ützingen 4  | Durchmesser ca. 11 m und Höhe ca. 0,8 m, rund mit teilweise schwach abgesetztem Rand.                | 34825937 | BW   |
| 52° 53′ 13″ N, 9° 38′ 30″ O | Ützingen 78 | Durchmesser ca. 15 m und Höhe ca. 0,7 m, annähernd rund.                                             | 34821571 | BW   |
| 52° 53′ 14″ N, 9° 38′ 33″ O | Ützingen 80 | Durchmesser ca. 15 m und Höhe ca. 0,7 m, annähernd rund mit Einkuhlungen.                            | 34823159 | BW   |

### Uetzingen 9
- ID:34822842
- Gruppe von 26 Grabhügeln, fünf davon obertägig vollständig abgetragen.

| Lage                        | Bezeichnung | Beschreibung | ID       | Bild |
| --------------------------- | ----------- | --- | -------- | ---- |
| 52° 53′ 0″ N, 9° 39′ 26″ O  | Ützingen 10 | Durchmesser ca. 11 m und Höhe ca. 0,6 m, zu 1/3 abgetragen und zerstört, im Nordwestteil überpflügt.                                                                                       | 34826028 | BW   |
| 52° 53′ 1″ N, 9° 39′ 28″ O  | Ützingen 13 | Durchmesser ca. 15 m, weit und flach gewölbt mit flach auslaufendem Rand. Durch Rodungsmaßnahmen mit anschließender Wiederaufforstung bis auf 0,3 m abgetragen.                            | 34826056 | BW   |
| 52° 53′ 2″ N, 9° 39′ 28″ O  | Ützingen 14 | Durchmesser ca. 23 m und Höhe ca. 1,1 m, in der Mitte abgeflacht, im Zentrum ringförmige Vertiefung, am Westrand durch alte Sandentnahme gestört, Rand ansonsten abgesetzt. Überpflügt.    | 34826057 | BW   |
| 52° 53′ 2″ N, 9° 39′ 30″ O  | Ützingen 15 | Durchmesser ca. 15 m und Höhe ca. 1,5 m, überpflügt mit flachen Mulden. Über die Nordosthälfte ein Stubbenwall in Südost-Nordwest-Richtung.                                                | 34826058 | BW   |
| 52° 53′ 3″ N, 9° 39′ 31″ O  | Ützingen 16 | Durchmesser ca. 10 m und Höhe ca. 0,5 m. | 34826141 | BW   |
| 52° 53′ 4″ N, 9° 39′ 30″ O  | Ützingen 18 | Durchmesser ca. 21 m und Höhe ca. 1,3 m, überpflügt mit kleinen Beschädigungen an der Aufschüttung und abgesetztem Rand. Nordöstliches Drittel unter Stubbenwall.                          | 34826143 | BW   |
| 52° 53′ 4″ N, 9° 39′ 32″ O  | Ützingen 19 | Durchmesser ca. 13 m und Höhe ca. 1,1 m, überpflügt mit einem kleinen Kopfstich und abgesetzten Rand.                                                                                      | 34820420 | BW   |
| 52° 53′ 4″ N, 9° 39′ 32″ O  | Ützingen 20 | Durchmesser ca. 14 m und Höhe ca. 0,9 m, im Nordostteil eine alte Sandentnahmestelle. Ost-, und Südrand abgesetzt. Über Nordostrand ein Stubbenwall. Überpflügt.                           | 34820421 | BW   |
| 52° 53′ 3″ N, 9° 39′ 35″ O  | Ützingen 21 | Durchmesser ca. 11 m und Höhe ca. 0,7 m, überpflügt, im West- und Südrand abgesetzt. | 34820422 | BW   |
| 52° 53′ 5″ N, 9° 39′ 35″ O  | Ützingen 22 | Durchmesser ca. 19 m und Höhe ca. 1,5 m, Rest eines Grabhügels mit abgesetztem Rand. Südostteil von Stubbenwall überdeckt.                                                                 | 34820445 | BW   |
| 52° 53′ 6″ N, 9° 39′ 39″ O  | Ützingen 23 | Durchmesser ca. 17 m und Höhe ca. 1,6 m, rundlich mit deutlich abgesetztem Rand. | 34820446 | BW   |
| 52° 53′ 10″ N, 9° 39′ 44″ O | Ützingen 24 | Durchmesser ca. 14 m und Höhe ca. 1,1 m, rund, überpflügt. | 34820447 | BW   |
| 52° 53′ 10″ N, 9° 39′ 44″ O | Ützingen 25 | Durchmesser ca. 20 m und Höhe ca. 1,1 m, überpflügt, rund mit schwach abgesetztem Rand. | 34820514 | BW   |
| 52° 53′ 13″ N, 9° 40′ 1″ O  | Ützingen 29 | Oval, 15 × 10 m (Ost-West verlaufend) und Höhe ca. 0,7 m. In Ost-West-Richtung Treckerspuren. Nordrand schwach abgesetzt.                                                                  | 34820578 | BW   |
| 52° 53′ 12″ N, 9° 40′ 3″ O  | Ützingen 30 | Durchmesser ca. 14 m und Höhe ca. 1,4 m, überpflügt auf einigen flachen Mulden, mit abgesetztem Rand.                                                                                      | 34820579 | BW   |
| 52° 53′ 12″ N, 9° 40′ 4″ O  | Ützingen 31 | Durchmesser ca. 16 m und Höhe ca. 1,3 m, überpflügt mit zentralem alten Kopfstich und abgesetztem Rand. Südrand bei Wegebauarbeiten zerstört. Ringförmige Eingrabung in den Randbereichen. | 34820580 | BW   |
| 52° 53′ 11″ N, 9° 40′ 2″ O  | Ützingen 32 | Durchmesser ca. 13 m und Höhe ca. 0,8 m, mit abgesetztem Rand, im Nordwestbereich zu ca. 1/3 zerstört.                                                                                     | 34820646 | BW   |
| 52° 53′ 14″ N, 9° 40′ 9″ O  | Ützingen 33 | Oval, ca. 10 × 13 m (Ost-West verlaufend) und Höhe ca. 0,8 m, mit flachen Mulden. Rand schwach abgesetzt.                                                                                  | 34820647 | BW   |
| 52° 53′ 15″ N, 9° 40′ 11″ O | Ützingen 35 | Durchmesser ca. 11 m und Höhe ca. 1 m, zentraler Kopfstich. Nordostteil teilweise abgetragen.                                                                                              | 34820768 | BW   |

## Vethem
| Lage                        | Bezeichnung          | Beschreibung | ID       | Bild |
| --------------------------- | -------------------- | --- | -------- | ---- |
| 52° 52′ 10″ N, 9° 30′ 5″ O  | Vethem 2, Grabhügel  | Durchmesser ca. 11 m und Höhe ca. 0,4 m, zentraler Bereich abgetragen. Hügelkranz überwiegend erhalten. Am Nordostrand ein kleiner Graben.                                      | 34823697 | BW   |
| 52° 52′ 10″ N, 9° 30′ 3″ O  | Vethem 3, Grabhügel  | Durchmesser ca. 9 m und Höhe ca. 0,4 m. | 34823698 | BW   |
| 52° 52′ 11″ N, 9° 30′ 3″ O  | Vethem 4, Grabhügel  | Durchmesser ca. 14 m und Höhe ca. 0,8 m, in Nordwest-Südost-Richtung ein Wassergraben durch Nordostteil.                                                                        | 34823799 | BW   |
| 52° 50′ 47″ N, 9° 27′ 14″ O | Vethem 7, Grabhügel  | Durchmesser ca. 14 m und Höhe ca. 0,8 m, in der Südwesthälfte eine flache Eingrabung. Ostteil sowie Nord- und Südrand durch Rodung und anschließende Wiederaufforstung gestört. | 34823848 | BW   |
| 52° 51′ 54″ N, 9° 29′ 14″ O | Vethem 8, Grabhügel  | Durchmesser ca. 8 m und Höhe ca. 0,3 m. | 34823930 | BW   |
| 52° 51′ 57″ N, 9° 28′ 28″ O | Vethem 10, Grabhügel | Durchmesser ca. 12 m und Höhe ca. 0,6 m, nördliche Drittel obertägig abgetragen. Flache Einsenkungen.                                                                           | 34824031 | BW   |

## Walsrode
| Lage                        | Bezeichnung            | Beschreibung | ID       | Bild |
| --------------------------- | ---------------------- | --- | -------- | ---- |
| 52° 50′ 54″ N, 9° 36′ 18″ O | Walsrode 38, Grabhügel | Durchmesser ca. 10 m und Höhe ca. 1,1 m, rundlich, Pflanzfurchen von Norden nach Süden.                                                                                         | 34826108 | BW   |
| 52° 50′ 54″ N, 9° 36′ 20″ O | Walsrode 39, Grabhügel | Durchmesser ca. 11 m und Höhe ca. 1,5 m, rundlich, im Zentrum eine flache Mulde. Rand abgesetzt.                                                                                | 34826014 | BW   |
| 52° 50′ 53″ N, 9° 36′ 19″ O | Walsrode 40, Grabhügel | Durchmesser ca. 12 m und Höhe ca. 1,2 m, rundlich, leichte Mulden. Rand bis auf Südteil abgesetzt.                                                                              | 34826193 | BW   |
| 52° 50′ 53″ N, 9° 36′ 18″ O | Walsrode 41, Grabhügel | Durchmesser ca. 10 m und Höhe ca. 1,1 m, rundlich, im Nordteil eine flache Mulde. Nordrand bei Anlage einer Waldschneise leicht angeschnitten. Rand bis auf Nordteil abgesetzt. | 34820375 | BW   |
| 52° 50′ 54″ N, 9° 35′ 28″ O | Walsrode 42, Grabhügel | Durchmesser ca. 16 m und Höhe ca. 1 m, rundlich, flache Eingrabungen. Nordrand bei Anlage eines Feldweges gestört.                                                              | 34826194 | BW   |
| 52° 50′ 53″ N, 9° 35′ 27″ O | Walsrode 43, Grabhügel | Durchmesser ca. 17 m und Höhe ca. 1,2 m, rundlich, im Nordteil eine rechteckige, wiederaufgefüllte Eingrabung. Rand abgesetzt.                                                  | 34820377 | BW   |
| 52° 50′ 53″ N, 9° 35′ 26″ O | Walsrode 44, Grabhügel | Durchmesser ca. 30 m und Höhe ca. 1,5 m, flache Eingrabungen. Am südöstlichen Rand große Findlinge an der Oberfläche.                                                           | 34820376 | BW   |
| 52° 51′ 57″ N, 9° 33′ 54″ O | Walsrode 48, Grabhügel | Durchmesser ca. 12 m und Höhe ca. 0,8 m, rundlich, im Zentrum eine alte Einsenkung.                                                                                             | 34821117 | BW   |
| 52° 51′ 57″ N, 9° 33′ 53″ O | Walsrode 49, Grabhügel | Durchmesser ca. 8 m und Höhe ca. 0,4 m. | 34821234 | BW   |
| 52° 51′ 59″ N, 9° 33′ 50″ O | Walsrode 50, Grabhügel | Durchmesser ca. 12 m und Höhe ca. 0,7 m, alte undeutliche Eingrabungen. | 34821292 | BW   |
| 52° 52′ 2″ N, 9° 33′ 35″ O  | Walsrode 51, Grabhügel | | 34821291 | BW   |

### Walsrode 1
- ID:34823865
- Gruppe von 26 Grabhügeln, sowie sehr verschliffenen Wegespuren

| Lage                        | Bezeichnung | Beschreibung | ID       | Bild |
| --------------------------- | ----------- | --- | -------- | ---- |
| 52° 50′ 30″ N, 9° 36′ 18″ O | Walsrode 1  | Durchmesser ca. 14 m und Höhe ca. 1,1 m, rundlich. Am Ostrand durch Erdentnahmestelle gestört.                                                                                          | 34824806 | BW   |
| 52° 50′ 30″ N, 9° 36′ 19″ O | Walsrode 2  | Auf Grund von Abtragungen oval ca. 18 × 12 m und Höhe 1,0 m auf. Rand schwach abgesetzt.                                                                                                | 34824853 | BW   |
| 52° 50′ 31″ N, 9° 36′ 19″ O | Walsrode 3  | Durchmesser ca. 18 m und Höhe ca. 1,5 m, rundlich, muldenförmige Vertiefungen und Tierbaue. Rand abgesetzt.                                                                             | 34824807 | BW   |
| 52° 50′ 34″ N, 9° 36′ 17″ O | Walsrode 5  | Durchmesser ca. 15 m und Höhe ca. 1,5 m, rund mit abgesetztem Rand. Im Westteil beginnt ein Stubbenwall.                                                                                | 34824951 | BW   |
| 52° 50′ 34″ N, 9° 36′ 16″ O | Walsrode 6  | Durchmesser ca. 11 m und Höhe ca. 1 m, rundlich. | 34824952 | BW   |
| 52° 50′ 34″ N, 9° 36′ 15″ O | Walsrode 7  | Durchmesser ca. 8 m und Höhe ca. 0,2 m, rundlich, durch Überpflügen abgetragen und nur noch als schwache Bodenerhebung feststellbar.                                                    | 34824953 | BW   |
| 52° 50′ 34″ N, 9° 36′ 14″ O | Walsrode 8  | Oval 10 × 13 m (Nord-Süd gerichtet) und Höhe 1,0 m. Rand abgesetzt. Am Westrand ein Stubbenwall aufgeschoben.                                                                           | 34825028 | BW   |
| 52° 50′ 34″ N, 9° 36′ 14″ O | Walsrode 9  | Durchmesser ca. 13 m und Höhe ca. 1 m, rundlich. Durch den Westteil eine flache, verwachsene, grabenartige Vertiefung. Rand schwach abgesetzt. Am Ostrand ein Stubbenwall aufgeschoben. | 34825029 | BW   |
| 52° 50′ 33″ N, 9° 36′ 15″ O | Walsrode 10 | Durchmesser ca. 13 m und Höhe ca. 1,2 m, rund mit abgesetztem Rand. | 34825030 | BW   |
| 52° 50′ 32″ N, 9° 36′ 15″ O | Walsrode 11 | Durchmesser ca. 9 m und Höhe ca. 0,9 m, rundlich mit schwach abgesetztem Rand. Im südöstlichen Bereich eine kleine Eingrabung.                                                          | 34825072 | BW   |
| 52° 50′ 32″ N, 9° 36′ 13″ O | Walsrode 12 | Langhügel 12 × 20 m (Nord-Süd) und Höhe ca. 1,4 m. In Richtung Norden schmaler und niedriger. Rand abgesetzt.                                                                           | 34825073 | BW   |
| 52° 50′ 30″ N, 9° 36′ 13″ O | Walsrode 13 | Langhügel 12 × 19 m (Nord-Süd) und Höhe ca. 1,4 m, im Süden schmaler werdend. Einige Unebenheiten. Rand abgesetzt                                                                       | 34825074 | BW   |
| 52° 50′ 31″ N, 9° 36′ 13″ O | Walsrode 14 | Oval 10 × 16 m und Höhe 1,2 m. Rand abgesetzt. Ostteil liegt unter einem Stubbenwall.                                                                                                   | 34824854 | BW   |
| 52° 50′ 30″ N, 9° 36′ 14″ O | Walsrode 15 | Durchmesser ca. 11 m und Höhe ca. 1 m, rundlich mit abgesetztem Rand. Alte Pflugspuren in Nord-Süd Richtung.                                                                            | 34825088 | BW   |
| 52° 50′ 29″ N, 9° 36′ 14″ O | Walsrode 16 | Durchmesser ca. 8 m und Höhe ca. 0,5 m, zwischen zwei Wegespuren im Osten und Westen. Rand abgesetzt. Über nördlichen Bereich ein Stubbenwallrest.                                      | 34825155 | BW   |
| 52° 50′ 29″ N, 9° 36′ 19″ O | Walsrode 81 | Durchmesser ca. 13 m und Höhe ca. 1,3 m, Graben in Winkelform. | 34823137 | BW   |

### Walsrode 18
- ID:34824878
- Gruppe von 18 Grabhügeln, sowie inzwischen sehr verschliffener Wegespuren.

| Lage                        | Bezeichnung | Beschreibung | ID       | Bild |
| --------------------------- | ----------- | --- | -------- | ---- |
| 52° 51′ 8″ N, 9° 36′ 12″ O  | Walsrode 20 | Leicht oval 18 × 21 m (Ost-West gerichtet) und Höhe ca. 1 m. In der Oberfläche zahlreiche kleine und größere alte Eingrabungen. Südrand durch alte Wegespur angeschnitten. Rand an dieser Stelle abgesetzt. | 34825489 | BW   |
| 52° 51′ 7″ N, 9° 36′ 14″ O  | Walsrode 21 | | 34825406 | BW   |
| 52° 51′ 8″ N, 9° 36′ 14″ O  | Walsrode 22 | Durchmesser ca. 16 m und Höhe ca. 1,6 m, rund, kleine Eingrabung im Zentrum. In Westhälfte Spuren einer alten, großflächigen Eingrabung. Rand gestört und abgesetzt.                                        | 34825534 | BW   |
| 52° 51′ 9″ N, 9° 36′ 15″ O  | Walsrode 23 | Durchmesser ca. 7 m und Höhe ca. 0,6 m, unregelmäßig, Rand im Westen abgesetzt. | 34825587 | BW   |
| 52° 51′ 8″ N, 9° 36′ 16″ O  | Walsrode 24 | Durchmesser ca. 12 m und Höhe ca. 1 m, bei Anlage eines Weges ist der Ostrand abgeschoben worden. | 34825611 | BW   |
| 52° 51′ 8″ N, 9° 36′ 17″ O  | Walsrode 25 | | 34825613 | BW   |
| 52° 51′ 9″ N, 9° 36′ 17″ O  | Walsrode 26 | Durchmesser ca. 12 m und Höhe ca. 0,9 m, rundlich mit unregelmäßiger Oberfläche. | 34825488 | BW   |
| 52° 51′ 8″ N, 9° 36′ 18″ O  | Walsrode 27 | Durchmesser ca. 10 m und Höhe ca. 0,6 m, rund. | 34825725 | BW   |
| 52° 51′ 9″ N, 9° 36′ 20″ O  | Walsrode 28 | | 34825612 | BW   |
| 52° 51′ 9″ N, 9° 36′ 21″ O  | Walsrode 29 | Durchmesser ca. 16 m und Höhe ca. 1,2 m, Westsüdwestteil überpflügt. Alter Grenzgraben von Nordwest nach Südost.                                                                                            | 34825724 | BW   |
| 52° 51′ 10″ N, 9° 36′ 22″ O | Walsrode 30 | Durchmesser ca. 16 m und Höhe ca. 1,1 m, rundlich, mit einem zentralen, alten Kopfstich. | 34825785 | BW   |
| 52° 51′ 9″ N, 9° 36′ 23″ O  | Walsrode 31 | Durchmesser ca. 18 m und Höhe ca. 1,1 m, rundlich, mit einer flachen Mulde im Zentrum. Durch den Südrand ein alter Grenzgraben.                                                                             | 34825786 | BW   |
| 52° 51′ 8″ N, 9° 36′ 23″ O  | Walsrode 32 | Durchmesser ca. 10 m und Höhe ca. 0,7 m, rundlich, im Zentrum eine alte kleine Eingrabung. | 34825875 | BW   |
| 52° 51′ 9″ N, 9° 36′ 21″ O  | Walsrode 33 | Durchmesser ca. 8 m und Höhe ca. 0,6 m, rundlich, mit unregelmäßiger Oberfläche. Durch Tiefpflügen gestört.                                                                                                 | 34825784 | BW   |
| 52° 51′ 7″ N, 9° 36′ 18″ O  | Walsrode 34 | Durchmesser ca. 13 m und Höhe ca. 0,7 m, durch Tiefpflügen gestört. Von Waldschneise überzogen und eingedrückt.                                                                                             | 34825877 | BW   |
| 52° 51′ 6″ N, 9° 36′ 16″ O  | Walsrode 35 | Durchmesser ca. 20 m und Höhe ca. 1,5 m, rund, durch Tiefpflügen gestört. Rand abgesetzt. | 34826013 | BW   |

## Westenholz
| Lage                        | Bezeichnung              | Beschreibung | ID       | Bild |
| --------------------------- | ------------------------ | --- | -------- | ---- |
| 52° 46′ 45″ N, 9° 40′ 44″ O | Westenholz 19, Grabhügel | Durchmesser ca. 17 m und Höhe ca. 0,8 m, ein bis auf den gewachsenen Boden eingetiefter Weg von Norden nach Süden. Teile des Steinkranzes und der Steinpackung erkennbar. | 34822977 | BW   |
| 52° 46′ 43″ N, 9° 40′ 48″ O | Westenholz 20, Grabhügel | Durchmesser ca. 20 m und Höhe ca. 1,5 m, Störungen durch Fahrzeugspuren.                                                                                                  | 34822978 | BW   |
| 52° 46′ 25″ N, 9° 41′ 10″ O | Westenholz 31, Grabhügel | Durchmesser ca. 11 m und Höhe ca. 1,1 m, Rand abgesetzt. | 34823607 | BW   |
| 52° 46′ 51″ N, 9° 42′ 3″ O  | Westenholz 58, Grabhügel | Durchmesser ca. 20 m und Höhe ca. 1 m, annähernd oval. | 34826156 | BW   |
| 52° 46′ 51″ N, 9° 42′ 6″ O  | Westenholz 59, Grabhügel | | 34820406 | BW   |
| 52° 47′ 18″ N, 9° 40′ 50″ O | Westenholz 67, Grabhügel | Durchmesser ca. 11 m und Höhe ca. 0,6 m. | 34820408 | BW   |

### Westenholz 1
- ID:34824359
- Gruppe von 15 Grabhügeln.

| Lage                        | Bezeichnung   | Beschreibung | ID       | Bild |
| --------------------------- | ------------- | --- | -------- | ---- |
| 52° 47′ 2″ N, 9° 40′ 50″ O  | Westenholz 1  | Durchmesser ca. 21 m und Höhe ca. 2 m. Rand abgesetzt, aber teilweise durch herausreißen des Steinkranzes beschädigt. Im Zentrum schwache Einsenkung mit 3 doppelt kopfgroßen Steinen.                                   | 34822096 | BW   |
| 52° 47′ 3″ N, 9° 40′ 52″ O  | Westenholz 2  | Durchmesser ca. 9 m und Höhe ca. 0,6 m. Im Zentrum eine Eingrabung. | 34822368 | BW   |
| 52° 47′ 3″ N, 9° 40′ 54″ O  | Westenholz 3  | Durchmesser ca. 15 m und Höhe ca. 1 m. | 34822370 | BW   |
| 52° 47′ 4″ N, 9° 40′ 56″ O  | Westenholz 4  | Durchmesser ca. 9 m und Höhe ca. 0,5 m. Südteil bei Anlage eines Feldweges zerstört, in der Abbruchkante einzelne, kopfgroße Steine sichtbar. Durch den Nordteil eine flache, grabenartige Einsenkung von Ost nach West. | 34822369 | BW   |
| 52° 47′ 4″ N, 9° 40′ 56″ O  | Westenholz 5  | Durchmesser ca. 9 m und Höhe ca. 0,6 m. | 34822394 | BW   |
| 52° 47′ 5″ N, 9° 40′ 56″ O  | Westenholz 6  | Durchmesser ca. 15 m und Höhe ca. 0,7 m, einzelne schwache Einsenkungen. Rand abgesetzt. | 34822395 | BW   |
| 52° 47′ 6″ N, 9° 40′ 57″ O  | Westenholz 7  | Oval, Fläche 12 × 18 m und Höhe 1,1 m. Rand unregelmäßig und schwach abgesetzt. Einige alte Einsenkungen. | 34822396 | BW   |
| 52° 47′ 4″ N, 9° 40′ 58″ O  | Westenholz 8  | Durchmesser ca. 10 m und Höhe ca. 0,5 m, Panzerfahrspuren von Südwest nach Nordost. | 34822445 | BW   |
| 52° 47′ 6″ N, 9° 40′ 59″ O  | Westenholz 9  | Durchmesser ca. 9 m und Höhe ca. 0,7 m. | 34822496 | BW   |
| 52° 47′ 7″ N, 9° 41′ 0″ O   | Westenholz 10 | Durchmesser ca. 11 m und Höhe ca. 1 m, durch das Roden von Baumstümpfen gestört. | 34822612 | BW   |
| 52° 47′ 7″ N, 9° 41′ 3″ O   | Westenholz 11 | Durchmesser ca. 10 m und Höhe ca. 1,1 m, am Südrand ein einzelner Findling in situ sichtbar. | 34822672 | BW   |
| 52° 47′ 8″ N, 9° 41′ 4″ O   | Westenholz 12 | Durchmesser ca. 16 m und Höhe ca. 1,2 m. | 34822673 | BW   |
| 52° 47′ 10″ N, 9° 41′ 6″ O  | Westenholz 13 | Durchmesser ca. 13 m und Höhe ca. 0,9 m. Durch den Südostrand eine grabenartige Vertiefung. | 34822671 | BW   |
| 52° 46′ 58″ N, 9° 40′ 52″ O | Westenholz 17 | Durchmesser ca. 12 m und Höhe ca. 0,4 m. Nordwestrand bei Anlage eines Weges gestört. | 34822945 | BW   |
| 52° 46′ 57″ N, 9° 40′ 47″ O | Westenholz 18 | Durchmesser ca. 10 m und Höhe ca. 0,4 m. | 34822976 | BW   |

### Westenholz 21
- ID:34820357
- Gruppe von vier Grabhügeln.

| Lage                        | Bezeichnung   | Beschreibung | ID       | Bild |
| --------------------------- | ------------- | --- | -------- | ---- |
| 52° 46′ 45″ N, 9° 40′ 37″ O | Westenholz 21 | Durchmesser ca. 11 m und Höhe ca. 0,8 m. Über den Südwestteil ein Feldweg von Nordwest nach Südost, dabei 1/3 zerstört. | 34823021 | BW   |
| 52° 46′ 47″ N, 9° 40′ 33″ O | Westenholz 22 | Durchmesser ca. 12 m und Höhe ca. 1 m. Im Zentrum eine alte Eingrabung, Pflanzfurchen von Südwest nach Nordost.         | 34823022 | BW   |
| 52° 46′ 47″ N, 9° 40′ 32″ O | Westenholz 23 | Durchmesser ca. 10 m und Höhe ca. 0,6 m. Pflanzfurchen von Südwest nach Nordost. Nordrand schwach abgesetzt.            | 34823074 | BW   |
| 52° 46′ 47″ N, 9° 40′ 31″ O | Westenholz 24 | Durchmesser ca. 9 m und Höhe ca. 0,4 m. Pflanzfurchen von Südwest nach Nordost.                                         | 34823157 | BW   |

### Westenholz 26
- ID:34821304
- Gruppe von fünf Grabhügeln.

| Lage                        | Bezeichnung   | Beschreibung | ID       | Bild |
| --------------------------- | ------------- | --- | -------- | ---- |
| 52° 46′ 33″ N, 9° 40′ 53″ O | Westenholz 26 | Durchmesser ca. 11 m und Höhe ca. 1 m. In Südhälfte eine Eingrabung, im Aushub ein doppelt kopfgroßer Stein.      | 34823155 | BW   |
| 52° 46′ 33″ N, 9° 40′ 52″ O | Westenholz 27 | | 34823156 | BW   |
| 52° 46′ 28″ N, 9° 40′ 57″ O | Westenholz 29 | Durchmesser ca. 13 m und Höhe ca. 0,7 m, schwache Eindellungen. Rand schwach abgesetzt.                           | 34823467 | BW   |
| 52° 46′ 30″ N, 9° 40′ 58″ O | Westenholz 30 | Durchmesser ca. 14 m und Höhe ca. 0,7 m. Durch Nordteil ein schmaler Grenzgraben von Ostsüdost nach Westnordwest. | 34823468 | BW   |
| 52° 46′ 32″ N, 9° 40′ 59″ O | Westenholz 83 | Durchmesser ca. 10 m und Höhe ca. 0,4 m, annähernd rund. Südrand von Waldweg angeschnitten.                       | 34821221 | BW   |

### Westenholz 32
- ID:34823312
- Gruppe von vier Grabhügeln.

| Lage                        | Bezeichnung   | Beschreibung | ID       | Bild |
| --------------------------- | ------------- | --- | -------- | ---- |
| 52° 46′ 19″ N, 9° 41′ 15″ O | Westenholz 32 | Durchmesser ca. 10 m und Höhe ca. 0,8 m. Einige Einsenkungen.                                                                  | 34823608 | BW   |
| 52° 46′ 18″ N, 9° 41′ 13″ O | Westenholz 33 | Durchmesser ca. 19 m und Höhe ca. 1,3 m. Einige Einsenkungen.                                                                  | 34823728 | BW   |
| 52° 46′ 17″ N, 9° 41′ 10″ O | Westenholz 34 | Durchmesser ca. 9 m und Höhe ca. 0,75 m. Ostrand durch Weg angeschnitten.                                                      | 34823727 | BW   |
| 52° 46′ 18″ N, 9° 41′ 8″ O  | Westenholz 35 | Durchmesser ca. 11 m und Höhe ca. 0,5 m, annähernd rund. Südrand von altem Weg angeschnitten. Pflanzfurchen von Ost nach West. | 34823835 | BW   |

### Westenholz 40
- ID:34825285
- Gruppe von 16 Grabhügeln.

| Lage                        | Bezeichnung   | Beschreibung | ID       | Bild |
| --------------------------- | ------------- | --- | -------- | ---- |
| 52° 46′ 2″ N, 9° 42′ 8″ O   | Westenholz 40 | Durchmesser ca. 11 m und Höhe ca. 0,8 m. Ostteil bei Anlage einer Straße abgetragen und zerstört.                                                                    | 34823870 | BW   |
| 52° 46′ 2″ N, 9° 42′ 10″ O  | Westenholz 41 | Durchmesser ca. 10 m und Höhe ca. 0,6 m. Nordostrand bei Anlage eines Schießplatzes beschädigt.                                                                      | 34823977 | BW   |
| 52° 46′ 1″ N, 9° 42′ 11″ O  | Westenholz 42 | Durchmesser ca. 10 m und Höhe ca. 0,8 m. Im Zentrum eine flache Einsenkung.                                                                                          | 34823978 | BW   |
| 52° 46′ 0″ N, 9° 42′ 16″ O  | Westenholz 43 | Durchmesser ca. 10 m und Höhe ca. 0,9 m. Pflanzfurchen von Nordost nach Südwest.                                                                                     | 34823979 | BW   |
| 52° 46′ 2″ N, 9° 42′ 18″ O  | Westenholz 44 | Durchmesser ca. 9 m und Höhe ca. 0,9 m. Pflanzfurchen von Nordwest nach Südost.                                                                                      | 34824065 | BW   |
| 52° 46′ 2″ N, 9° 42′ 19″ O  | Westenholz 45 | Durchmesser ca. 8 m und Höhe ca. 0,5 m. Osthälfte durch Sandentnahmestelle abgetragen und zerstört. Pflanzfurchen von Nordost nach Südwest. Oberfläche unregelmäßig. | 34824066 | BW   |
| 52° 46′ 2″ N, 9° 42′ 19″ O  | Westenholz 46 | Durchmesser ca. 15 m und Höhe ca. 1,3 m. Nordostrand durch Sandentnahmestelle gestört. Pflanzfurchen von Nordost nach Südwest.                                       | 34824137 | BW   |
| 52° 46′ 0″ N, 9° 42′ 19″ O  | Westenholz 47 | Durchmesser ca. 16 m und Höhe ca. 1,1 m. Rand abgesetzt. Pflanzfurchen von Nordost nach Südwest.                                                                     | 34824138 | BW   |
| 52° 45′ 59″ N, 9° 42′ 20″ O | Westenholz 48 | Durchmesser ca. 12 m und Höhe ca. 0,7 m. Pflanzfurchen von Nordost nach Südwest. Über den Südteil ein Weg in gleicher Richtung.                                      | 34824267 | BW   |
| 52° 45′ 59″ N, 9° 42′ 22″ O | Westenholz 49 | Durchmesser ca. 11 m und Höhe ca. 0,7 m. Ostteil durch alte Wegespur von Nordnordwest nach Südsüdost angeschnitten. Rand abgesetzt.                                  | 34824139 | BW   |
| 52° 45′ 58″ N, 9° 42′ 20″ O | Westenholz 50 | Durchmesser ca. 10 m und Höhe ca. 0,8 m. Im Zentrum eine schwache Mulde. Südrand abgesetzt.                                                                          | 34824268 | BW   |
| 52° 45′ 57″ N, 9° 42′ 22″ O | Westenholz 51 | Durchmesser ca. 16 m und Höhe ca. 0,7 m. Im Zentrum eine schwache Einsenkung.                                                                                        | 34825350 | BW   |
| 52° 45′ 56″ N, 9° 42′ 21″ O | Westenholz 52 | Durchmesser ca. 15 m und Höhe ca. 0,6 m. Einkuhlungen. Ränder fließend auslaufend.                                                                                   | 34825407 | BW   |
| 52° 45′ 58″ N, 9° 42′ 18″ O | Westenholz 53 | Durchmesser ca. 14 m und Höhe ca. 1,2 m. Pflanzfurchen von Nordost nach Südwest.                                                                                     | 34825408 | BW   |
| 52° 45′ 59″ N, 9° 42′ 14″ O | Westenholz 54 | Durchmesser ca. 17 m und Höhe ca. 1,2 m. Im Zentrum eine alte Eingrabung. Pflanzfurchen von Nordost nach Südwest. Rand abgesetzt.                                    | 34826110 | BW   |
| 52° 46′ 0″ N, 9° 42′ 21″ O  | Westenholz 68 | Durchmesser ca. 10 m und Höhe ca. 0,7 m. Nordosthälfte durch grabenartige Vertiefung zerstört.                                                                       | 34820529 | BW   |